# Giải vô địch bóng đá nữ Đông Nam Á 2011
Giải vô địch bóng đá nữ Đông Nam Á 2011 (AFF Women's Championship 2011) tổ chức tại Viêng Chăn, Lào từ ngày 16 tháng 10 đến ngày 25 tháng 10 năm 2011. Tất cả các trận diễn ra ở Sân vận động Chao Anouvong và Sân vận động Quốc gia Lào mới.
Thái Lan giành chức vô địch đầu tiên sau khi vượt qua Myanmar 2–1 ở trận chung kết.
- Giờ thi đấu tính theo giờ địa phương (UTC+7).

## Vòng bảng

### Bảng A
| Đội       | Tr | T | H | B | BT | BB | HS  | Đ |
| --------- | -- | - | - | - | -- | -- | --- | - |
| Việt Nam  | 3  | 3 | 0 | 0 | 27 | 1  | +26 | 9 |
| Lào       | 3  | 2 | 0 | 1 | 16 | 4  | +12 | 6 |
| Indonesia | 3  | 1 | 0 | 2 | 3  | 26 | −9  | 3 |
| Singapore | 3  | 0 | 0 | 3 | 2  | 17 | −10 | 0 |

| Việt Nam                                                                                                 | 9 – 1    | Singapore |
| --- | -------- | --------- |
| Huỳnh Như 7', 65', 78' · Nguyễn Thị Hòa 11', 28', 45', 74' · Nguyễn Thị Kim Tiến 25' · Lê Thị Thương 37' | Chi tiết | Yahya 13' |

| Indonesia | 0 – 11   | Lào |
| --------- | -------- | --- |
|           | Chi tiết | Sengmany 3' · Phayvanh 15', 22', 37' · Phonhalath 53', 62' (ph.đ.), 90' (ph.đ.) · Phasiri 64' · Bounthan 65' · Bouakeo 78' · Sayasanh 84' |

| Singapore  | 1 – 3    | Indonesia                                      |
| ---------- | -------- | ---------------------------------------------- |
| Afiqah 84' | Chi tiết | Henny 60' · Hamizah 72' (l.n.) · Akudiana 90+' |

| Lào | 0 – 4    | Việt Nam                                   |
| --- | -------- | ------------------------------------------ |
|     | Chi tiết | Huỳnh Như 1' · Nguyễn Thị Hòa 8', 29', 33' |

| Indonesia | 0 – 14   | Việt Nam |
| --------- | -------- | --- |
|           | Chi tiết | Nguyễn Thị Tuyết Dung 12', 28', 45', 74' · Đỗ Hải Yến 8', 29', 33' · Lê Thu Thanh Hương 1', 13', 90+3' · Nguyễn Thị Liễu 9', 30' · Lê Thị Thúy 54' · Nguyễn Thị Muôn 11' |

| Lào                                         | 5 – 0    | Singapore |
| ------------------------------------------- | -------- | --------- |
| Phonhalath 5' · Phayvanh 33', 53', 60', 88' | Chi tiết |           |

### Bảng B
| Đội         | Tr | T | H | B | BT | BB | HS  | Đ |
| ----------- | -- | - | - | - | -- | -- | --- | - |
| Thái Lan    | 3  | 3 | 0 | 0 | 16 | 3  | +13 | 9 |
| Myanmar     | 3  | 2 | 0 | 1 | 11 | 3  | +8  | 6 |
| Philippines | 3  | 0 | 1 | 2 | 3  | 9  | −6  | 1 |
| Malaysia    | 3  | 0 | 1 | 2 | 3  | 18 | −15 | 1 |

| Myanmar               | 2 – 0    | Philippines |
| --------------------- | -------- | ----------- |
| My Nilar Htwe 4', 44' | Chi tiết |             |

| Thái Lan                                                                              | 8 – 1    | Malaysia  |
| ------------------------------------------------------------------------------------- | -------- | --------- |
| Nisa 5', 10', 12' · Warunee 28' · Junpen 38', 61' (ph.đ.) · Sunisa 49' · Tanekarn 54' | Chi tiết | Fatin 85' |

| Philippines | 1 – 5    | Thái Lan                                              |
| ----------- | -------- | ----------------------------------------------------- |
| Nierras 85' | Chi tiết | Junpen 10' · Kanjana 29' · Sunisa 44' · Nisa 50', 53' |

| Malaysia | 0 – 8    | Myanmar |
| -------- | -------- | --- |
|          | Chi tiết | Khin Marlar Tun 5' · Khin Moe Wai 9', 65' · Naw Arlo War Phaw 38' · San San Maw 51', 58' · Su Su Wai 61' · Yee Yee Oo 62' |

| Myanmar             | 1 – 3    | Thái Lan                             |
| ------------------- | -------- | ------------------------------------ |
| Khin Marlar Tun 37' | Chi tiết | Kanjana 54' · Nisa 74' · Pajaree 86' |

| Philippines                 | 2 – 2    | Malaysia             |
| --------------------------- | -------- | -------------------- |
| Rodriguez 20' · Nierras 85' | Chi tiết | Kais 48' · Fatin 58' |

## Vòng đấu loại trực tiếp

### Bán kết
| Việt Nam          | 1 – 2    | Myanmar                                    |
| ----------------- | -------- | ------------------------------------------ |
| Lê Thị Thương 43' | Chi tiết | Than Than Htwe 60' · Naw Arlo War Phaw 79' |

| Thái Lan                           | 4 – 0    | Lào |
| ---------------------------------- | -------- | --- |
| Anootsara 53', 63', 72' · Nisa 56' | Chi tiết |     |

### Tranh hạng ba
| Việt Nam | 6 – 0    | Lào |
| --- | -------- | --- |
| Lê Thị Thương 29' · Huỳnh Như 36' · Nguyễn Thị Hòa 40', 71' · Chương Thị Kiều 57' (ph.đ.) · Lê Thu Thanh Hương 70' | Chi tiết |     |

### Chung kết
| Myanmar        | 1 – 2    | Thái Lan                 |
| -------------- | -------- | ------------------------ |
| Yee Yee Oo 89' | Chi tiết | Junpen 25' · Kanjana 38' |

| Vô địch giải vô địch bóng đá nữ Đông Nam Á 2011 |
| ----------------------------------------------- |
| · Thái Lan · Lần thứ nhất                       |

## Cầu thủ ghi bàn
9 bàn
- Nguyễn Thị Hòa

7 bàn
- Souphavanh Phayvanh
- Nisa Romyen

5 bàn
- Huỳnh Như

4 bàn
| - Sochitta Phonhalath - Junpen Seesraum | - Nguyễn Thị Tuyết Dung - Lê Thu Thanh Hương |  |

3 bàn
| - Kanjana Sung-Ngoen - Anootsara Maijajern | - Lê Thị Thương - Đỗ Hải Yến |  |

2 bàn
| - Fatin Shahida Azmi - My Nilar Htwe - San San Maw | - Yee Yee Oo - Naw Arlo War Phaw - Khin Moe Wai | - Samantha Nierras - Sunisa Srangthaisong - Nguyễn Thị Liễu |

1 bàn
| - Henny Hardiana Yigibalom - Akudiana Tebai - Lololy Bouakeo - Manivanh Bounthan - Soutdaoloung Phasiri - Johnny Sayasanh - Ting Sengmany | - Angela Kais - Khin Marlar Tun - Su Su Wai - Kathleen Rodriguez - Noor Fatin Afiqah - Siti Liyana Yahya | - Pajaree Thaoto - Taneekarn Dangda - Warunee Phetwiset - Chương Thị Kiều - Nguyễn Thị Kim Tiến - Lê Thị Thủy - Nguyễn Thị Muôn |

phản lưới nhà
- Hamizah Abdul Talib (gặp Indonesia)